# Умберто I
Об основателе Савойского дома см. Гумберт I (граф Савойи)
Умбе́рто I (итал. Umberto I), в старой русской литературе — король Гу́мберт (14 марта 1844, Турин, Сардинское королевство — 29 июля 1900, Монца, Италия) — второй король Италии с 1878 года, из Савойской династии.

## Биография
Родился в день 24-летия своего отца — Виктора Эммануила II. Старший брат Амадея Испанского. Образование Умберто было поручено, в частности, Массимо Тапарелли, Маркизу д’Адзельо и Паскуале Станислао Манчини. Будучи наследным принцем, Умберто не пользовался доверием отца, который не обучал его политике или конституционному правительству. Вместо этого Умберто учили быть послушным и преданным: он должен был стоять смирно всякий раз, когда отец входил в комнату; при разговоре с отцом сначала должен был встать на колени, чтобы поцеловать его руку. Тот факт, что Умберто должен был поцеловать руку своего отца, прежде чем мог говорить с ним как публично, так и наедине вплоть до смерти его отца, во многом способствовал напряжённости между ними.
Ещё до восшествия на престол Умберто проявил себя как храбрый солдат. С марта 1858 года он начал военную карьеру в сардинской армии,  получив звание капитана. Умберто принимал участие в Итальянских войнах за независимость: он присутствовал в битве при Сольферино в 1859 году, а в 1866 году командовал XVI дивизией в битве на Виллафранке, которая участвовала во второй битве при Кустоце, которую итальянцы, однако, проиграли.
Из-за потрясений, которые произошли в ходе объединения Италии, и конфликтов между Савойским домом и рядом других королевских домов (все итальянские и близкие к ним, такие как французские, испанские, неаполитанские и пармские Бурбоны и Орлеанская династия) в 1859—60 гг, в 1860-х годах лишь меньшинство королевских семей были готовы установить отношения с недавно основанной итальянской королевской семьёй. Было трудно найти невесту для любого из сыновей короля Виктора Эммануила II, (так, его младший сын Амедео, брат Умберто, женился в конечном счете на подданной Пьемонте, принцессе Виттории Чистерне) Их конфликт с папством усугублял этот вопрос. Не многие подходящие католические королевские невесты были легко доступны для молодого Умберто.
Сначала планировался брак Умберто с эрцгерцогиней Матильдой Австрийской, представительницей тешинской ветви австрийской императорской династии, однако она умерла в результате несчастного случая в возрасте 18 лет. 21 апреля 1868 года Умберто женился на своей двоюродной сестре Маргарите Терезе Джованне, принцессе Савойской. Их единственным сыном был Виктор Эммануил, принц Неаполя. В то время как Умберто должен быть описан современным историком как «бесцветный и физически невыразительный человек с ограниченным интеллектом», внешность Маргариты, культурные интересы и сильная личность должны были повысить популярность монархии. Умберто держал много любовниц на стороне, и его любимая любовница, Евгения, жена герцога Литта Висконти-Арезе, жила с ним при дворе как его гражданская жена, когда он заставил королеву Маргариту принять её как фрейлину.
В 1876 году, когда министр иностранных дел Великобритании лорд Солсбери посетил Рим, он сообщил в Лондон, что король Виктор Эммануил II и наследный принц Умберто «воюют друг с другом». Приняв корону, Умберто отстранил всех друзей своего отца от двора, распродал коллекцию скаковых лошадей своего отца (которая насчитывала 1000 голов) и сократил расходы, чтобы погасить долги своего отца. Британский историк Денис Мак Смит отметил, что признаком огромного богатства Дома Савойи было то, что Умберто мог погасить долги своего отца, не обращаясь за помощью к парламенту. Как и его отец, Умберто был человеком без интеллектуальных или художественных интересов, никогда не читал каких-либо книг и предпочитал диктовать, а не писать письма, так как считал, что письмо слишком обременительно для ума. После встречи с ним королева Виктория описала Умберто как «грубого, резкого в манере говорить», но без «грубых речи и манер его отца». В отличие от него, королева Маргарита прекрасно знала произведения всех классиков европейской литературы, поддерживала салон интеллектуалов, и несмотря на то, что французский был её первым языком, её часто хвалили за прекрасный итальянский язык в её письмах и во время разговора.
17 ноября 1878 года в Неаполе на него было совершено покушение анархистом Джованни Пассаннанте. Король отразил удар ножа нападавшего своей саблей, но Кайроли, пытаясь защитить его, был тяжело ранен в бедро. Пассаннанте был приговорен к смертной казни, хотя закон допускал смертную казнь только в том случае, если был убит король. Король заменил приговор анархисту пожизненным заключением, которое тот отбывал в камере высотой всего 1,4 метра в антисанитарных условиях, заковываемый в цепи общим весом 18 кг. Пассананте умер через три десятилетия в психиатрической больнице.
Во внешней политике Умберто I не решился принять участие в Балканском кризисе и как-либо выступить в русско-турецкой войне 1877—1878 годов, но решительно одобрил Тройственный союз с Австро-Венгрией и Германией и неоднократно посещал с визитами Вену и Берлин. Однако общественное мнение в Италии с враждебностью рассматривало союз со своими бывшими австрийскими врагами, которые всё ещё занимали италолязычные районы, на которые претендовала Италия. Будучи сильным милитаристом, Умберто симпатизировал прусско-германскому милитаризму, и во время визитов в Германию его любимым занятием были смотры прусской армии. Для него было большой честью получить шефство над прусским гусарским полком в полевых манёврах за пределами Франкфурта. Император Вильгельм II в одной из бесед заметил ему, что он должен укрепить Королевскую Итальянскую Армию до такой степени, что он сможет отменить парламент и управлять Италией в качестве диктатора.
Основной критикой политики, проводимой премьер-министрами, назначенными Умберто, была сохраняющаяся власть организованной преступности в Меццоджорно с мафией, доминирующей на Сицилии, и Каморрой, доминирующей в Кампании. И Мафия, и Каморра функционировали как «параллельные государства», чьё существование и власть были терпимы последующими правительствами в Риме, поскольку и Мафия, и Каморра участвовали в фальсификациях на выборах и запугивании избирателей настолько эффективно, что боссы мафии и Каморры решали, кто победит на выборах. Поскольку было невозможно выиграть выборы в Меццоджорно без поддержки организованной преступности, политики заключили сделки с её руководителями, чтобы обменять терпимость их преступной деятельности на голоса. Меццоджорно был экономически самым отсталым регионом Италии с избыточным крестьянским населением, живущими в бедности третьего мира, 70 % южных итальянцев были неграмотными. Депутаты региона всегда голосовали против большего количества школ, таким образом увековечивая отсталость на юге и бедность, так как и мафия и каморра выступали против любого рода социальных реформ, которые могли бы подорвать их социальную и экономическую базу и угрожали бы их власти.
Король поощрял большие военные расходы вместо участия в социальных реформах, и каждый год военный бюджет Италии рос в 10 раз больше, чем расходы на образование. Умберто, агрессивный сторонник милитаризма, однажды сказал, что принятие сокращений военного бюджета было бы «отвратительным скандалом, равнозначным полному отказу от суверенной политики». По крайней мере, одна из причин, по которой король был против сокращения военного бюджета, заключалась в его личном обещании императору Вильгельму II, что Италия отправит пять армейских корпусов в Германию в случае войны с Францией, что однако он не счёл нужным согласовать со своими премьер-министрами.
Предпочтительным решением итальянских проблем милитаристским кругам виделось завоевание Эфиопии. Италия активно проводила политику колониальной экспансии, начатой в 1885 году оккупацией Массауа в Эритрее, что было согласованно с Великобританией. Однако Лондон отклонил предложение Италии о помощи в борьбе с махдистами и это заблокировало перспективы расширения итальянских владений вглубь континента. Пытаясь компенсировать свою скудную колониальную добычу, король поддержал оккупацию внутренних районы Массауа в направлении Асмэры, но на этот раз препятствием стали эфиопские воины негуса Иоанна IV, которые 27 января 1887 года устроили засаду колонне итальянских войск из 500 человек под командованием полковника де Кристофориса в Догали, полностью уничтожив её.
Лишь немногим солдатам удалось спастись — их торжественно приняли в Квиринале королевские особы. Однако весть о резне в Догали остудила колониальный пыл и сплотила общественное мнение вокруг требования положить конец африканской авантюре. Фактически, руководители всех партий, Де Робилант, Депретис, который был в меньшинстве и осудил абиссинский бизнес, отказался от формирования правительства, благодаря также поддержке Франческо Криспи и Джузеппе Занарделли во главе так называемой Пентархии, сильнейшего левого политического образования. Однако в августе того же года премьер-министр умер, а на его место вышел Криспи, который, в отличие от своего предшественника, был убеждённым сторонником африканской политики независимо от подавляющей общественной оппозиции. Он продемонстрировал это, отправив контингент из 20 000 человек в Эритрею под командованием генерала Антонио Балдиссера и попросив посла Италии в Аддис-Абебе графа Пьетро Антонелли сделать всё возможное, чтобы Италия могла начать с внутренней борьбы, раздирающей Эфиопию.
Об этом также свидетельствуют два письма, отправленные Умберто, соответственно негусом Иоанном IV и его заклятому врагу, королю Скиоа Менелика: в первом эфиопский император искал соглашение с итальянским королем против Менелика, который, в свою очередь, обвинил Джованни в том, что он использует его против итальянцев. Всё изменилось, когда 10 марта 1889 года Иоанн IV погиб в битве против дервишей Судана; Менелик сразу же занял свое место императора под именем Менелик II, игнорируя права Раса Мангашиа, естественного сына умершего негуса. Чтобы лучше подкрепить свою власть, Менелик решил договориться с Италией, согласившись подписать Учиаллинский договор 2 мая 1889 года: фактически оккупированные в Эритрее территории были признаны Италией и — из-за недопонимания в переводе статьи 17 того же договора (который предусматривал в тексте на итальянском языке отрицание обязательства быть представленным Римом в отношениях с другими европейскими державами, тогда как в эфиопской это было только факультативно), а также протекторат Эфиопия, в обмен на четыре миллиона лир.
Затем соглашение было подписано с отправкой в итальянскую столицу эфиопской делегации во главе с Рас Маконненом, двоюродным братом императора, который должен был заключить договор и договориться о кредите. Члены делегации сначала были приняты суверенами в Квиринале, а затем отправлены по основным итальянским городам для посещения арсеналов, казарм, военных предприятий, чтобы произвести на них впечатление и продемонстрировать военную мощь страны. Миссия возобновилась 2 декабря того же года, вернув ссуду и различные дары, включая картину, изображающую Вознесение Христа на небеса с царем, царицей и Криспи в молитве, в то время как, со своей стороны, Эфиопы принесли слона в подарок. Кроме того, в 1890 году некоторые султанаты Сомали также приняли итальянский протекторат, тогда как в том же году была официально основана эритрейская колония. Но дипломатическое недоразумение (известное как «шутка Уччиалли») вскоре не заложило основы первой восточноафриканской кампании. Всё началось в декабре 1893 года, когда Менелик не использовал правительство Рима для решения некоторых коммерческих вопросов с Францией, денонсируя договор, подписанный несколькими годами ранее.
В декабре 1893 года король назначил Криспи премьер-министром, несмотря на его «разрушенную репутацию» из-за его участия в скандале с Banca Romana вместе с многочисленными другими скандалами, которые сам король назвал «грязными». Поскольку у Криспи были большие долги, король тайно согласился погасить их в обмен на поддержку Криспи в совете министров.
Умберто открыто назвал парламент «скверной шуткой» и отказался позволить созыв палат, чтобы Криспи не столкнулся с трудными вопросами о скандале Banca Romana. Криспи избежал обвинения только из-за своего парламентского иммунитета. Когда короля предупредили, что поддерживать корону опасно для кого-то вроде Криспи, Умберто ответил, что «Криспи — свинья, но необходимая свинья», который, несмотря на свою коррупцию, должен был оставаться у власти ради «национальных интересов, что это единственное, что имеет значение». При поддержке короля Криспи управлял авторитарным образом, предпочитая принимать законы, заставляя короля издавать королевские указы, а не принимать законопроекты в парламенте. В мае 1895 года Криспи заявил об «абсолютной невозможности продолжения управления через парламент». 25 июня 1895 года Криспи отказался разрешить парламентское расследование банковского скандала, заявив, что, будучи премьер-министром, он был выше закона, потому что «служил Италии 53 года». Умберто I подозревали в стремлении к созданию обширной колониальной империи в северо-восточной Африке, подозрение, которое несколько уменьшило его популярность после катастрофической битвы при Адуа в Эфиопии 1 марта 1896 года. После поражения общественное разочарование в связи с крайне непопулярной войной с Эфиопией вышло на первый план. В Риме начались демонстрации, на которых люди кричали «смерть королю!». и «да здравствует республика!».
Несмотря на военное поражение, Умберто по-прежнему питал империалистические амбиции в отношении Эфиопии, говоря: «Я тот, кого они называют поджигателем войны, и я лично хотел бы нанести ответный удар по Менелику и отомстить за наше поражение». В 1897 году премьер-министр маркиз ди Рудини попытался продать Эритрею Бельгии на том основании, что колония была слишком дорогой, чтобы удержать её (этому решению так же способствовали действия проникавших на территорию махдистов), но проект был отвергнут королём, который настаивал на том, что Эритрея должна оставаться итальянской как первая колония страны, расположенная в стратегическом регионе Красного моря. Рудини попытался сократить военные расходы, сославшись на бюджетную статистику, показывавшую, что с 1861 года военные расходы составляли более половины ежегодного бюджета страны, но его предложение было подвергнуто королевскому вето. В начале 1899 года министр иностранных дел адмирал Феличе Наполеоне Каневаро направил военно-морскую эскадру в Китай вместе с ультиматумом, требуя, чтобы китайское правительство передало в качестве прибрежного города итальянскую концессию так же, как англичанам, взявшим Гонконг, немцы взяли Циндао, русские взяли Порт-Артур, а французы взяли Гуанчжоуван. Премьер-министр Луиджи Пеллу и остальные члены кабинета заявили, что адмирал Каневаро действовал без их ведома, и широко распространено мнение, что именно король дал Каневаро приказ захватить город в Китае. После того, как китайское правительство отказалось, Каневаро угрожал войной, но был вынужден отступить и согласился на разрыв дипломатических отношений с Китаем.
Летом 1900 года итальянские войска были частью Альянса восьми держав, который участвовал в восстании боксеров в имперском Китае. Благодаря Боксерскому протоколу, подписанному после смерти Умберто, Королевство Италия всё же получило концессионную территорию в Тяньцзине.
Отношение Умберто к Святому Престолу было бескомпромиссным. В телеграмме 1886 года он объявил Рим «неприкосновенным» и подтвердил постоянство итальянского владения «Вечным городом».
Царствование Умберто I стало временем социальных потрясений для Италии, хотя позже в историографии и литературе оно было изображено как часть прекрасной эпохи. Социальная напряжённость нарастала как следствие относительно недавней оккупации Королевства Двух Сицилий, последствий Долгой депрессии, бившей по хозяйству аграрно-перенаселенного Меццоджорно, распространения социалистических идей, общественной враждебности к колониалистским планам различных правительств, особенно Криспи, и многочисленных нарушений гражданских свобод.
22 апреля 1897 года второе неудачное покушение осуществлённое также анархистом Петро Аччарито.
Во время колониальных войн в Африке в Италии прошли крупные демонстрации по поводу растущей цены на хлеб, и 7 мая 1898 года город Милан был поставлен под военное управление генералом Фиоренцо Бава Беккарисом, который приказал стрелять из винтовок и артиллерии против демонстрантов. В результате, по данным властей, было убито 82 человека, а источники в оппозиции утверждают, что число погибших составило 400 человек, 2000 ранено. Король Умберто послал телеграмму, чтобы поздравить Баву Беккариса с восстановлением порядка, а затем наградил его медалью Великого Чиновника Военного Ордена Савойи, что сильно возмутило большую часть общественного мнения, и стало одной из причин, побудившей анархистов к дальнейшим попыткам убить короля.
В 1900 году был застрелен в Монце проживавшим в США итальянским анархистом Гаэтано Бреши. Король был приглашен на церемонию закрытия гимнастического клуба Forti e Liberi на улице Маттео да Кампионе: после того, как он приехал в карете и стал свидетелем гимнастических упражнений и награждения профессора Драгино - хотя присутствие короля не было обязательным, он согласился. Хотя раньше он носил под рубашкой защитный кольчужный жилет, из-за жары и вопреки советам охранников Умберто не надел её в тот роковой день. Среди толпы у входа был и нападавший. Король пробыл около часа и был в превосходном настроении: «Среди этих нарядных молодых людей я чувствую себя помолодевшим». Он решил уйти около 21:30 и подошёл к карете, чтобы уехать к Вилле Реале, пока толпа гимнастов и зевак аплодировала, а оркестр играл гимн.  Когда он садился в экипаж, Бреши подошёл и трижды выстрелил в него из револьвера, сделав четвёртый выстрел холостым. Король был ранен и в лицо, и в горло. Лошади одичали, и короля при первой возможности доставили на Виллу Реале, но он прибыл туда бездыханный с большой потерей крови. Бреши был окружен карабинерами, с которыми у него произошла потасовка, он порвал форму одного из них и в конце концов был схвачен маршалом карабинеров Локателли в сотрудничестве с пожарным и доставлен в казарму карабинеров. Король, осмотренный хирургам Винченцо Верчелли и Аттилио Савио (последний также был муниципальным советником), был объявлен ими мертвым в 22.40. Бреши был приговорён к пожизненной каторге в тюрьме на острове Санто-Стефано, где, по официальной версии, менее чем через год повесился.
В честь Умберто I в Италии названо много улиц и общественных заведений, в том числе крупнейшая римская больница и величественная Галерея Умберто I («Galleria Umberto I») в Неаполе.
Умберто I, как и отец, похоронен в римском Пантеоне.

## Семья
С 1868 года был женат на своей двоюродной сестре Маргарите Савойской. У супругов был единственный сын — будущий король Виктор Эммануил III (1869—1947).